# Шебалино (Волгоградская область)
Шебалино — хутор в Октябрьском районе Волгоградской области России, административный центр Шебалиновского сельского поселения.
Население - 763 (2010)

## История
Основан в 1813 году. Хутор назван по фамилии одного из его основателей. Хутор относился к юрту станицы Нижне-Чирской Второго Донского округа Земли войска Донского. По состоянию на 1859 году в хуторе имелось 53 двора, проживало 155 душ мужского и 168 женского пола.
К 1915 году в хуторе имелись 109 дворов, хуторское правление, церковь, школа, проживало 304 души мужского и 300 женского пола.
В 1920 году, как и другие населённые пункты Второго Донского округа, хутор включён в состав Царицынской губернии. В 1928 году включён в состав Нижне-Чирского района Нижневолжского края (с 1934 года - Сталинградского края, с 1936 года - Сталинградской области.
Как и другие населённые пункты района, летом 1942 года хутор был оккупирован. Освобождён на рубеже 1942-43 года.
В 1950 году в связи со строительством Цимлянского водохранилища в Шебалино были переселены жители хуторов Пчелов, Дёмкин. В июне 1951 года в связи с упразднением Нижне-Чирского района Шебалиновский сельсовет включён в состав Октябрьского района. В ноябре 1959 года включён в состав Шебалиновского сельсовета. В 1958 году был образован совхоз "Придонский" на базе ряда колхозов, включающих хутора Нижнекумский, Черноморовский, Шебалиновский, Верхне-Рубеженский, Ильмень-Суворовский и Молокановский.

## География
Хутор расположен в степной зоне на северо-западе Ергенинской возвышенности, относящейся к Восточно-Европейской равнине, на реке Мышкова, на высоте около 40 метров над уровнем моря. Рельеф местности холмисто-равнинный, осложнён балками и оврагами. Почвы - каштановые солонцеватые и солончаковые.
По автомобильным дорогам расстояние до центра Волгограда составляет 120 км, до районного центра посёлка Октябрьский - 50 км. Ближайший хутор Дальний расположен к северо-востоку от Шебалина. 
Климат
Климат умеренный континентальный с жарким летом и малоснежной, иногда с большими холодами, зимой. Согласно классификации климатов Кёппена климат характеризуется как влажный континентальный (индекс Dfa). Температура воздуха имеет резко выраженный годовой ход. Среднегодовая температура положительная и составляет + 8,7 °С, средняя температура января -6,4 °С, июля +24,5 °С. Расчётная многолетняя норма осадков - 378 мм, наибольшее количество осадков выпадает в декабре (39 мм) и июне (40 мм), наименьшее в феврале, марте и октябре (по 24 мм). 
Часовой пояс
Шебалино, как и вся Волгоградская область, находится в часовой зоне МСК (московское время). Смещение применяемого времени относительно UTC составляет +3:00.

## Население
Динамика численности населения по годам:
| 1859 | 1873 | 1897 | 1915 | 1987 | 2002 |
| ---- | ---- | ---- | ---- | ---- | ---- |
| 323  | 465  | 567  | 604  | ≈790 | 835  |

| 2010 |
| ---- |
| 763  |